# Ромодановский, Иван Григорьевич Меньшой
Князь Иван Григорьевич Ромодановский по прозванию Меньшой (ум. 1654) — стольник, голова и воевода во времена правления Михаила Фёдоровича и Алексея Михайловича.
Из княжеского рода Ромодановские. Седьмой сын боярина и князя Григория Петровича Ромодановского. Имел братьев, князей: Андрея (ум. 1609), Василия Большого, Ивана Большого, Петра, Василия Меньшого, Фёдора и Григория Григорьевичей.

## Биография

### Служба Михаилу Фёдоровичу
В 1636—1640 годах в Боярской книге показан стольником. В 1638 году упомянут в войсках, ездил за бояриным и князем Черкасским. В 1644 году показан в стольниках, когда в январе смотрел в кривой государев стол в Грановитой палате при датском королевиче Вальдемаре Кристиане.

#### Служба Алексею Михайловичу
В июле 1645 году послан в Тобольск и иные сибирские города приводить к присяге в верности новому царю Алексею Михайловичу. С мая 1650 года воевода в Крапивне для охраны от прихода крымцев и нагайцев. В 1654 году, во время русско-польской война пятый голова и двадцатый есаул в Государевом полку. В июле этого же года голова третьей сотни жильцов в Государевом полку в походе против Речи Посполитой.
Умер 17 августа 1654 года в Вильно.
Был женат на княгине Анне, дочери думного дьяка Ефима Григорьевича Телепнёва, мать которой Мария (Марина) Андреевна дала в июле 1643 года в приданое дочери сельцо Котельники с пустошами в Копотенском стане Московского уезда. По родословной росписи показан бездетным.